# Arco cinese

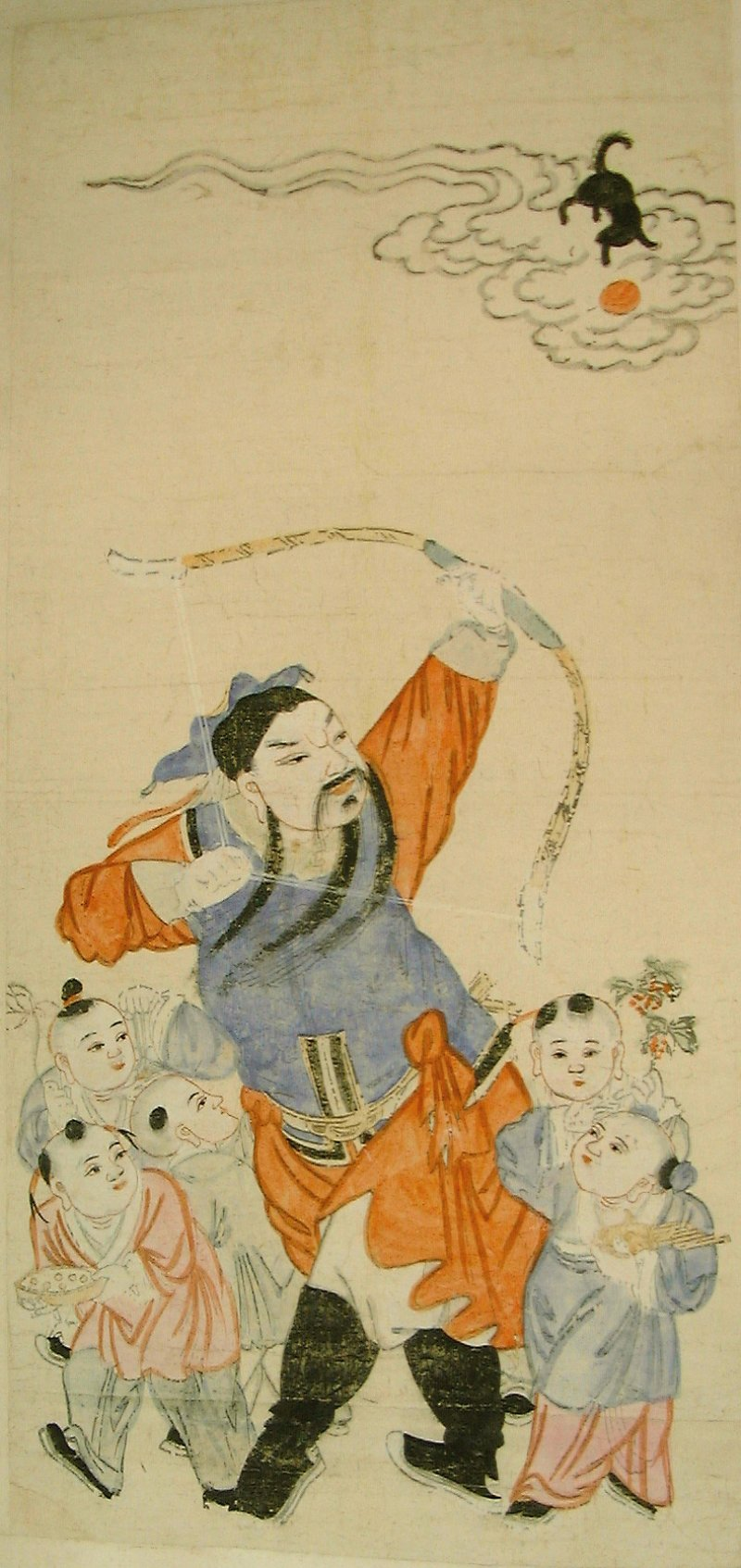
L'immortale Zhang tira con l'arco

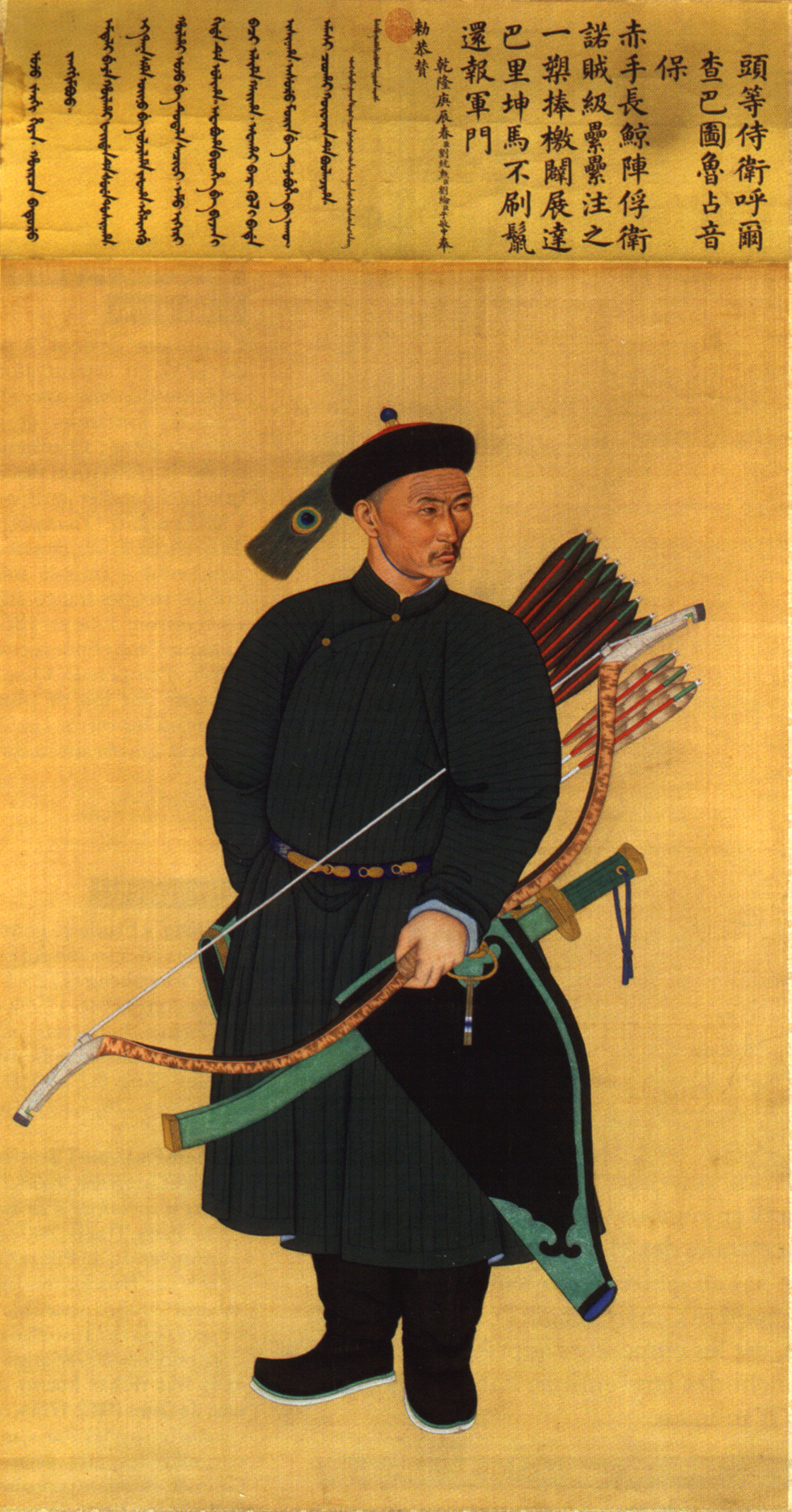
Una delle guardie di palazzo dell'imperatore Qianlong (1711-1799) con arco composito tipo "Qing" e dao (scimitarra) - 1760

L'uso dell'arco a scopo militare e rituale ha rivestito un ruolo fondamentale nella civiltà cinese per millenni. La pratica del tiro con l'arco (中華射藝T, 中华射艺S, zhōnghuá shè yìP, lett. "Arte cinese dell'arco"), già preminente al tempo della Dinastia Zhou (1146 a.C.-256 a.C.), era motivo di vanto ed orgoglio per i sovrani del Celeste Impero tanto quanto per i grandi filosofi e pensatori sinici: insegnante di tiro con l'arco fu appunto Confucio, mentre di Lie Yukou (filosofo del taoismo) era detto che fosse un appassionato arciere. Chiaramente, l'enorme vastità spazio-temporale dell'ecumene cinese ha portato il Gōng ad assumere diverse fogge, risentendo grandemente anche di influssi culturali esterni (fond. mongoli e coreani). Questa solida tradizione andò drasticamente scemando nel corso del XX secolo, quando in tutta la Cina il numero dei fabbricanti di archi "tradizionali" si ridusse ad una sola bottega. Solo recentemente, la Cina è tornata ad incentivare tale antica pratica.

## Utilizzo

### Guerra
L'arco era utilizzato dai cinesi in guerra sin dal tempo della Dinastia Zhou (XII secolo a.C.-III secolo a.C.). L'equipaggio standard del carro da guerra sinico prevedeva infatti un conducente, un alabardiere ed un arciere. Durante il Periodo dei regni combattenti (453 a.C.-221 a.C.) l'influsso culturale delle popolazioni della steppa mongolica (la confederazione degli Xiongnu) spinse in favore della diffusione della pratica del tiro con l'arco dagli arcioni della sella: anche in Cina si diffusero così truppe di arcieri a cavallo. I primi reggimenti di questa nuova tipologia di truppa vennero reclutati per ordine del sovrano Wuling di Zhao nel 307 a.C.: alla truppa venne fatto obbligo di abbandonare l'ampia veste tradizionale (hanfu), in favore dei più pratici calzoni dei barbari.
Rispetto alla cavalleria, la fanteria cinese ordinaria fece un uso molto limitato dell'arco, preferendogli la balestra, arma più potente, necessitante di un addestramento meno pesante e costante. Balestre con sofisticati meccanismi in bronzo erano già in uso in Cina del VII secolo a.C., soppiantati poi in Epoca Ming (1368-1644) da esemplari di fattura più semplice (si ritiene perché l'arte del bronzo subì un netto declino nel Celeste Impero durante il regno della Dinastia Yuan di origini mongole). L'uso dell'arco era precipuo dei soldati appiedati destinati a specifiche mansioni, come gli equipaggi delle navi da guerra o la Guardia imperiale (dinastia Qing), in realtà dei cavalieri Manciù armati del tradizionale arco composito mongolo chiamati a proteggere i confini della Città Proibita per il loro imperatore.

### Caccia
Oltre alla caccia con arco e frecce del tipo "tradizionale", largamente praticata sia a piedi che a cavallo, la Cina si distingue per il ricorso a due particolari varianti: la caccia con arco "a palline" e la pesca con l'arco. L'arco utilizzato per scagliare palline di pietra era solitamente molto piccolo e leggero, facilmente trasportabile. Il ricorso a frecce dotate di lenza per colpire e recuperare i pesci è attestato sino alla Dinastia Tang (618-907).

## Tecniche di tiro
Molte variazioni nella tecnica del tiro con l'arco si sono evolute nel corso della storia cinese, quindi è difficile specificare completamente uno stile cinese canonico. La dinastia Han (206 a.C.-220 d.C.) aveva in circolazione almeno 7 manuali di tiro con l'arco (incluso un manuale del generale Li Guang) e la dinastia Ming (1368–1644 d.C.) aveva almeno 14 diverse scuole di tiro con l'arco e teoria della balestra, e la dinastia Qing vide la pubblicazione di libri di oltre 14 diverse scuole di tiro con l'arco. La caratteristica comune a tutti questi stili è che hanno posto grande enfasi sulla concentrazione e sulla concentrazione mentale.
Lo stile di disegno più comunemente associato al tiro con l'arco cinese è l'estrazione del pollice, che era anche il metodo di disegno predominante per altri popoli asiatici come mongoli, tibetani, coreani, indiani, turchi e persiani; con la famosa eccezione della tecnica giapponese nel kyūdō. Tuttavia, durante i periodi precedenti della storia cinese (es. dinastia Zhou), il disegno con 3 dita era comune nello stesso momento in cui il disegno del pollice era popolare.
Inoltre, i vari stili di tiro con l'arco cinese hanno offerto consigli diversi su altri aspetti della tecnica di tiro. Ad esempio: come posizionare i piedi, a quale altezza ancorare la freccia, come posizionare il dito della mano dell'arco, se applicare tensione alla mano dell'arco, se far girare l'arco nella mano dell'arco dopo il rilascio, nonché se per estendere il braccio di traino dopo il rilascio. Inoltre, i vari stili cinesi utilizzavano una varietà di lunghezze di disegno: letteratura, arte e fotografie raffigurano arcieri cinesi che mettono la mano di tiro vicino alla spalla anteriore, vicino alla guancia, vicino all'orecchio o oltre il viso.
La dicotomia tra tecnica di tiro con l'arco rituale/esame e tecnica di tiro con l'arco sul campo di battaglia fornisce un esempio significativo dei contrasti tra i diversi stili cinesi. Wang Ju, un autore della dinastia Tang, prediligeva uno stile rituale che prevedeva una manovra post-rilascio corda in cui l'arco gira nella mano dell'arciere e il braccio di trazione si estende all'indietro; al contrario, alcuni autori come Zeng Gongliang (dinastia Song), Li Chengfen (influenzato dai generali della dinastia Ming Yu Dayou e Qi Jiguang) e Gao Ying (dinastia Ming) evitarono gli elementi estetici prediletti da Wang Ju in favore d'una tecnica più pratica.

## Tipologie
Gli archi utilizzati in Cina nel corso della storia sono stati del tipo:

### Arco in corno sciita
L'arco riflesso degli Sciti si diffuse nelle contrade occidentali della Cina sin dai tempi della Dinastia Zhou (i principali reperti vennero rinvenuti a Subeixi e Yanghai).

### Arco lungo
Tipico delle contrade meridionali della Cina, caratterizzate da una rigogliosa vegetazione, ancora durante il Periodo degli stati combattenti, quando cioè l'arco composito andava diffondendosi nelle contrade settentrionali, era in realtà un'arma più piccola del longbow europeo propriamente detto: si trattava di manufatti solitamente non più grandi di 1.6 m;

### Arco composito in legno
Nelle contrade meridionali della Cina, la disponibilità di materiale vegetale favorì lo sviluppo di un arco composito realizzato mescolando diverse tipologie di materia vegetale: al legno tradizionale si aggiunsero il bambù ed il gelso, avvolti poi in strati di seta coperti di lacca. Il modello base era quello dell'arco riflesso di 1.2-1.5 m. Simili artefatti sono attestati sin dal Periodo delle primavere e degli autunni (770 a.C.-454 a.C.);

### Arco asiyanlunghi in corno
Evoluzione matura dell'arco composito dei nomadi, questi artefatti erano caratterizzati dal lunghi e snelli (siyan in lingua cinese) contrapposti ai flettenti massicci. Vennero prodotti a partire dal tardo Periodo Han/Periodo Jìn, venendo poi soppiantati, durante il dominio degli Yuan mongoli, da forme di arco composito più simili al modello archetipico dell'arco delle steppe.

### Arco in corno Ming
Modelli di archi più corti divennero popolari durante la dinastia Ming (1368–1644 d.C.). Il manuale militare Wubei Zhi, al cap. 102, descrive diversi tipi di arco popolari durante il periodo Ming: 
- nel nord, l'arco siyah corto, l'arco siyah scanalato, l'arco a ponte scanalato e l'arco lungo siyah;
- nel sud, l'arco di Chenzhou, l'arco corto-siyah, così come archi compositi di bambù rifiniti con lacca;
- l'arco Kaiyuan era usato in tutte le parti della Cina Ming.[22]

L'arco siyah corto (小稍弓S) differiva dal disegno precedente in quanto le sue siyah erano corte e disposte ad un angolo "in avanti" della corda quand'era a riposo. Il suo design è forse correlato a quello dell'arco coreano. L'arco Kaiyuan (开元弓S) era un arco di piccole e medie dimensioni che presentava lunghe siyah ed era la tipologia preferita dagli ufficiali d'alto rango.
Il manuale Wu Bei Yao Lue, altro classico militare Ming, al cap. 4 descrive una serie di archi distinti da quelli presentati nel Wubei Zhi. Questi includono l'arco generale, l'arco lungo siyah (usato sia dalla fanteria sia dalla cavalleria) e larco del villaggio di Taiping (高丽S) che somigliava all'arco coreano ed era preferito nella Cina settentrionale e meridionale per la sua maestria superiore.
Sebbene gli archi Ming siano stati raffigurati nella letteratura e nell'arte, gli archeologi ne devono ancora recuperare un campione originale.
Subentrati agli Yuan con una vera e propria "Restaurazione Cinese", i Ming non disdegnarono di servirsi dei numerosi fabbricanti di archi di etnia turca e mongola rimasti nel Celeste Impero.

### Arco in corno Qing
Evolutosi a partire dall'arco dei Manciù, era un grande arco composito di 1.7 m, con siyan lunghi e massicci, capace di scagliare a notevole distanza frecce molto più pesanti nel normale, lunghe anche un metro. Da questa tipologia di arco derivano l'arco mongolo e l'arco tibetano moderni, in buona sostanza due forme accorciate dell'arco manciù.

### Fonti
- (ZH) Nie Chongyi, Xin Ding San Li Tu, X secolo.
- (ZH) Mao Yuanyi, Wubei Zhi, 1621.
- (ZH) Cheng Ziyi, Wu Bei Yao Lue, 1638.

### Studi
- (EN) Peter Dekker, Manchu Archery, in Journal of Chinese Martial Studies, 2010,  pp. 12–25.
- (EN) Kay Koppedrayer, Kay's Thumbring Book, Blue Vase Press, 2002.
- (EN) Stephen Selby, Chinese Archery : Paperback, Hong Kong University Press, 2000, ISBN 962-209-501-1.
- (EN) Stephen Selby, Archery Traditions of Asia, Hong Kong Museum of Coastal Defence, 2003, ISBN 962-7039-47-0.
- (EN) Stephen Selby, The Bows of China, in Journal of Chinese Martial Studies, 2010,  pp. 52–67.